# Zbigniew Szandar
Zbigniew Paweł Szandar (ur. 18 sierpnia 1945 w Siemianowicach Śląskich) – polski polityk i dziennikarz, działacz studencki, były prezydent Siemianowic Śląskich.
Absolwent polonistyki na Uniwersytecie Śląskim. Był redaktorem  „Dziennika Zachodniego”, a także  kustoszem w  Bibliotece Śląskiej w Katowicach. Był redaktorem, właścicielem firmy wydawniczej. W latach 1994–1996 i 2002–2006 pełnił funkcję prezydenta Siemianowic Śląskich. Był też radnym miejskim i przewodniczącym komisji statutowo-regulaminowej w III kadencji. Działacz Stowarzyszenia Ordynacka.
Podczas IV kadencji samorządu, wojewoda śląski wydał zarządzenie o jego odwołaniu ze stanowiska w związku z pełnieniem przez niego funkcji prezesa zarządu spółki wydawniczej. Obie instancje sądu administracyjnego utrzymały tę decyzję w mocy. Ostatecznie mandat prezydenta został unieważniony 4 lipca 2006 przez Naczelny Sąd Administracyjny.